# Wendy Marvel
Wendy Marvel (ウェンディ・マーベル?, Wendi Māberu) è un personaggio immaginario, protagonista del manga giapponese Fairy Tail, scritto e disegnato da Hiro Mashima.
Nella serie è conosciuta anche con il titolo di "Sacerdotessa del firmamento" (天空の巫女?, Tenkū no miko), ed è la protagonista del manga spin-off Fairy Tail: Blue Mistral di Rui Watanabe. Alla sua prima apparizione, Wendy è raffigurata come una giovane dragon slayer, inizialmente affiliata alla gilda Cat Shelter. Dopo la battaglia contro la gilda oscura Oración Seis, si unisce alla gilda protagonista, Fairy Tail.
Wendy possiede le stesse abilità della sua madre adottiva, il drago Grandine, che le permettono di manipolare e assorbire l’aria, nonché di utilizzarla per curare le ferite degli altri. Compare nella maggior parte delle opere derivate da Fairy Tail, inclusi i due film cinematografici, tutti gli original video animation (OVA) e le light novel. Nell’edizione giapponese è doppiata da Satomi Satō, mentre nel doppiaggio italiano della serie anime è interpretata da Joy Saltarelli e successivamente da Emma Grasso.

## Creazione e sviluppo
Mashima concepì inizialmente il personaggio di Wendy come una maga specializzata nella magia da Dragon Slayer dell'acqua e con un aspetto decisamente più maturo. Tuttavia, poiché desiderava introdurre anche una giovane maga dall’aspetto dolce e carino, decise di ringiovanirla e di attribuirle un aspetto più infantile. Nei primi bozzetti realizzati durante la fase di sviluppo del personaggio, Wendy veniva raffigurata con una bacchetta magica e con il simbolo della gilda Cat Shelter sulla spalla sinistra, anziché sulla destra come nella versione definitiva. Questi dettagli furono successivamente modificati fino a giungere al design attuale. Il suo nome trae origine dalla parola inglese "Wednesday", che in katakana viene traslitterata come ウェンズデイ?, wenzudei. La corrispondente parola giapponese 水曜日?, suiyōbi contiene il carattere 水?, mizu, che significa letteralmente "acqua", elemento originariamente associato al personaggio.
In merito al doppiaggio dell’arco narrativo di Tartaros, l’interprete giapponese di Wendy, Satomi Satō, ha dichiarato di essere rimasta sorpresa nel vedere il personaggio combattere da sola e di essere stata profondamente colpita dal legame con l’Exceed Charle. Ha aggiunto di custodire nel cuore questa parte della storia, avendola apprezzata già nella versione cartacea, e di essere stata felice di poterla interpretare nella serie animata.

## Descrizione del personaggio
Alla sua prima apparizione nel manga, Wendy è una ragazza di dodici anni dai lunghi capelli blu, vestita con un abito colorato decorato con finte ali sulle spalle e sulle scarpe, un dettaglio che verrà abbandonato dopo il suo ingresso nella gilda Fairy Tail. Porta il simbolo della propria gilda sulla spalla destra ed è caratterizzata da un’indole timida e insicura, atteggiamento che col tempo evolve in una personalità più sicura e coraggiosa.

### Poteri e abilità
Wendy padroneggia la magia da Dragon Slayer Celeste, un tipo di magia che le consente di manipolare l’aria per colpire i nemici e curare persone e animali da ferite anche gravi. I suoi incantesimi hanno prevalentemente una funzione di supporto per la squadra: alcuni aumentano le capacità offensive o difensive degli alleati, altri permettono di alleviare temporaneamente malesseri come la chinetosi o di comunicare con spiriti legati a un determinato luogo.
Nel corso della serie, Wendy sviluppa anche abilità orientate al combattimento, perfezionando le sue tecniche nel corpo a corpo. Come tutti i Dragon Slayer, possiede un olfatto e un udito straordinariamente sviluppati e può nutrirsi del proprio elemento — l’aria — per recuperare energie. Tuttavia, non riesce a rigenerarsi completamente in ambienti inquinati. Grazie alla sua magia, è inoltre in grado di percepire le correnti d’aria e prevedere i cambiamenti climatici.
Durante l’arco narrativo della battaglia tra Fairy Tail e Tartaros, Wendy dimostra di poter accedere alla Dragon Force (竜の力, ドラゴンフォース?, Doragon Fōsu), una forma avanzata dei Dragon Slayer che amplifica enormemente la sua forza e velocità, portandole a livelli paragonabili a quelli di un vero drago. In questa modalità, i suoi capelli assumono una tonalità rosata e parte del suo corpo si ricopre di squame. Un anno dopo gli eventi di Tartaros, Wendy è ormai in grado di attivare e controllare la Dragon Force a piacimento, senza alcuna difficoltà.

## Biografia del personaggio
Wendy nasce 400 anni prima dell’inizio della narrazione e rimane orfana in tenera età. Viene allevata dal drago Grandine, che le insegna la Magia del Dragon Slayer dell’Aria con l’obiettivo di sigillare la propria anima all’interno del corpo della bambina. Successivamente, Grandine la invia nel futuro attraverso il Portale Eclipse, insieme ad altri quattro Dragon Slayer (Natsu Dragonil, Gajil Redfox, Sting Eucliffe e Rogue Cheney). Tutti loro giungono nel presente il 7 luglio dell’Anno X777. Come gli altri Dragon Slayer, Wendy crede che Grandine sia scomparsa quel giorno, ignorando che in realtà il drago si trova sigillato dentro di lei. Lo stesso è accaduto agli altri draghi che hanno allevato gli altri Dragon Slayer, in attesa che i loro allievi un giorno sconfiggano Acnologia e sviluppino cellule capaci di proteggerli dal processo di Dragonificazione.Disperata per la scomparsa di Grandine, Wendy viene trovata da Gerard (abitante di Edolas e controparte di Gerard Fernandez di Earthland), che le offre il suo aiuto e le propone di viaggiare insieme a lui. Un giorno, improvvisamente, Gerard percepisce qualcosa a grande distanza ed esclama «Anima». Ritenendo che sia più sicuro per Wendy proseguire il viaggio senza di lui, le indica la presenza di una gilda di maghi poco lontano. La accompagna così alla gilda Cat Shelter, il cui Master si offre di prendersene cura.
Wendy fa la sua prima apparizione durante la battaglia tra le Gilde della Luce alleate e l’Oración Seis. All’alleanza partecipano Natsu, Happy, Lucy, Gray ed Elsa per conto di Fairy Tail, insieme a membri delle gilde Lamia Scale e Blue Pegasus. Wendy si presenta come maga dai poteri curativi e membro della gilda Cat Shelter, suscitando stupore negli altri per il fatto che fosse da sola e ancora una bambina.
Nel corso dello scontro, i membri dell’alleanza vengono attaccati dal nemico e Wendy viene catturata insieme a loro. Il capo dell’Oración Seis, Brain, la costringe a utilizzare la sua magia curativa per riportare in vita Gerard Fernandez. Wendy accetta, credendo erroneamente che si trattasse dello stesso Gerard che l’aveva aiutata da bambina, mentre in realtà pensava a Mistgun.
Dopo il risveglio di Gerard, Wendy viene salvata da Natsu, che la conduce da Elsa, rimasta gravemente avvelenata durante un combattimento. Grazie ai suoi poteri, Wendy riesce a curarla. Successivamente si allontana temporaneamente insieme a Charle, per non essere influenzata dagli effetti malefici di Nirvana. Rinsavita, prende parte alla battaglia finale contro l’Oración Seis, riuscendo a distruggere una delle lacrime che alimentano l’incantesimo, salvando così la sua gilda, bersaglio del leader Zero.
Al termine dello scontro, Wendy scopre che Cat Shelter non è mai esistita realmente: era un’illusione creata dal fantasma del fondatore di Nirvana, il quale aveva promesso a Mistgun di prendersi cura di lei. Con la dissoluzione di Cat Shelter, Wendy e Charle decidono di unirsi a Fairy Tail.
Durante una giornata piovosa, Wendy incontra Mistgun, che le rivela di essere lui il Gerard che in passato le aveva salvato la vita. Le comunica inoltre che Magnolia sta per essere risucchiata, come confermato dal repentino mutamento del cielo. Preoccupata, Wendy si precipita verso la gilda, ma assiste impotente alla scomparsa dell’intera città, compresa Fairy Tail, davanti ai suoi occhi.
Successivamente, scopre che Natsu, Charle e Happy sono miracolosamente illesi. Charle rivela che Magnolia è stata risucchiata da Edolas, un mondo parallelo, e che sia lei che Happy provengono proprio da lì.
Determinati a salvare i propri amici, Wendy, Charle, Natsu e Happy si introducono nel portale che ha risucchiato Magnolia e si ritrovano così nel mondo di Edolas. Giunti a destinazione, scoprono che non sono più in grado di usare la loro magia. Poco dopo l’arrivo, individuano la sede della Fairy Tail di Edolas, che si presenta completamente diversa da quella che conoscono.
Al loro ingresso, incontrano le controparti di sé stessi e dei loro compagni, identiche nell’aspetto ma con personalità radicalmente diverse, se non addirittura opposte. Dopo aver rivelato ai membri della Fairy Tail di Edolas di provenire da Earthland e di voler salvare i loro amici, questi ultimi spiegano che affrontare l’Esercito Imperiale, responsabile della scomparsa di Magnolia, è un’impresa impossibile.
I ragazzi lasciano la gilda per cercare i loro compagni scomparsi, ma vengono salvati dalla Lucy di Edolas, che li aiuta a raggiungere una città dove possano procurarsi delle armi magiche. Una volta arrivati, incontrano anche la Lucy di Earthland, che spiega di essere stata salvata da Horologium e trasportata su Edolas grazie all’intervento di Mistgun. Dopo aver ottenuto delle armi magiche, il gruppo attira l’attenzione delle guardie imperiali, ma viene soccorso dal Natsu di Edolas, noto per la sua passione per i veicoli. In seguito, a causa delle indicazioni di Charle, Wendy e gli altri vengono catturati dalla Elsa di Edolas e condotti al palazzo reale. Qui, mediante un macchinario speciale, viene estratta una parte della magia dai due Dragon Slayer. I prigionieri vengono successivamente liberati grazie all’intervento di Elsa e Gray di Earthland. Wendy, insieme a Charle, si reca quindi su Extalia per avvertire gli Exceed (creature magiche simili a Happy) del pericolo imminente: il re Faust intende sterminarli. Tuttavia, le sue parole non vengono credute fino a quando la regina degli Exceed non rivela la verità. Poco dopo, Wendy collabora per impedire la distruzione di Extalia.
In seguito, Wendy, Gajil e Natsu affrontano e sconfiggono il re Faust in una dura battaglia. Dopo la vittoria, i tre fingono di assorbire la magia residua di Edolas, aiutando così Mistgun a convincere la popolazione ad accettare la fine della magia nel loro mondo. Infine, i maghi di Fairy Tail e gli Exceed vengono riportati su Earthland attraverso il portale Anima, insieme alla magia risucchiata da Edolas.
Come ogni anno, viene indetto l’esame di promozione alla Classe S sull’Isola Tenrou, luogo sacro della gilda Fairy Tail. I candidati selezionati per la promozione sono Natsu, Gray, Cana, Elfman, Levy, Lluvia, Fried e Mest Gryder — quest’ultimo, che si rivelerà in seguito essere Doranbolt, un agente del Consiglio della Magia. Sarà proprio Mest a chiedere a Wendy di diventare la sua partner per l’esame. Nonostante la disapprovazione di Charle, Wendy accetta e parte per l’Isola Tenrou.
Durante la prima prova, Wendy e Mest affrontano Gray e Loki, venendo però sconfitti ed eliminati dalla competizione. Successivamente, Mest propone a Wendy di esplorare l’isola, ma l’arrivo improvviso di Charle e Lily cambia la situazione: i due mettono in discussione la vera identità di Mest, sospettando che non sia un autentico membro di Fairy Tail. Mentre il gruppo discute, Wendy viene improvvisamente protetta da Mest durante un attacco nemico. In quel frangente, Mest rivela la sua vera identità come agente del Consiglio della Magia e annuncia che le navi del Consiglio stanno per arrivare per arrestare i membri di Fairy Tail. Tuttavia, le navi vengono distrutte davanti ai loro occhi da Azuma, membro della gilda oscura Grimoire Heart. Wendy e Lily ingaggiano uno scontro contro Azuma, ricevendo anche l’aiuto di Mest, ma nonostante i loro sforzi vengono tutti sconfitti. Dopo la ritirata di Azuma, Wendy si ricongiunge a Natsu, il quale la informa che Grimoire Heart ha dato inizio all’attacco contro l’Isola Tenrou e contro la gilda.
Subito dopo, Wendy e i suoi compagni vengono attaccati da Zancrow, God Slayer del Fuoco e membro della gilda oscura Grimoire Heart. Dopo la vittoria di Natsu contro Zancrow, Wendy si occupa di curare Makarov, gravemente ferito nello scontro. In seguito, Wendy si ricongiunge a Lucy e Cana, ma le tre vengono assalite da Bluenote Stinger, secondo in comando di Grimoire Heart. L’intervento tempestivo di Gildarts consente loro di fuggire. Dopo la sconfitta di tutti i membri dei Sette Fratelli del Purgatorio di Grimoire Heart, Wendy si unisce a Natsu, Gray e Lucy per affrontare Hades, il master della gilda oscura. Durante lo scontro, Wendy viene salvata da Horologium, evocato da Lucy, che la protegge da un potente attacco di Hades.
Alla fine della battaglia, Zeref — dopo aver ucciso Hades per punirlo — richiama Acnologia, il re dei draghi, che si abbatte sull’Isola Tenrou con un devastante attacco. Per resistere, tutti i maghi di Fairy Tail presenti si uniscono in cerchio, canalizzando la loro magia nel tentativo di proteggere l’isola. Tuttavia, è l’intervento del Primo Master, Mavis Vermillion, a salvarli: ella utilizza un potente incantesimo per farli entrare in uno stato di sonno profondo, preservandoli dall’attacco di Acnologia.
Wendy si risveglia sette anni dopo, insieme a tutti i membri di Fairy Tail presenti sull’Isola Tenrou, grazie alla protezione del Primo Master, Mavis Vermillion, che li aveva preservati dallo sterminio per opera di Acnologia. Tornata a Magnolia con i suoi compagni, Wendy viene a conoscenza dei Grandi Giochi di Magia, un prestigioso torneo tra gilde, al quale Fairy Tail decide di partecipare per riconquistare la propria reputazione. In vista della competizione, Wendy si reca in una località turistica insieme a Natsu, Lucy, Elsa, Gray, Lluvia e Levy per allenarsi. Tuttavia, Virgo appare improvvisamente per invitarli nel Mondo degli Spiriti Stellari, dove gli Spiriti desiderano festeggiare il loro ritorno. Una volta rientrati su Earthland, il gruppo scopre che il tempo trascorso nel Mondo degli Spiriti è stato molto più lungo rispetto alla realtà e che i Grandi Giochi di Magia stanno per iniziare, lasciando loro poco tempo per prepararsi. In questo frangente, incontrano Gerard, Ultear e Meldy, i quali utilizzano una magia speciale in grado di potenziare temporaneamente il loro potere magico, offrendogli così una possibilità di competere alla pari con le gilde più forti.
Giunti alla capitale, Wendy e Charle vengono aggrediti da un membro di Raven Tail, gilda guidata da Ivan Dreyar (figlio di Makarov e padre di Laxus). Wendy avrebbe dovuto rappresentare la squadra Fairy Tail insieme a Natsu, Gray, Lucy ed Elsa, ma a causa della sua assenza viene temporaneamente sostituita da Elfman. Fairy Tail partecipa ai Grandi Giochi di Magia con due squadre: il team A (composto da Natsu, Lucy, Elsa, Gray ed Elfman) e il team B (formato da Laxus, Mirajane, Lluvia, Gajil e Gerard, quest’ultimo sotto le sembianze di Mistgun, poi rimpiazzato da Cana).
In seguito, Elfman affronta e sconfigge Bacchus e successivamente viene sostituito da Wendy. Durante la terza giornata del torneo, Wendy si scontra con Sherria Blendy di Lamia Scale. Nel corso del duello, Wendy scopre che Sherria è una God Slayer dell'Aria. Lo scontro si protrae a lungo e termina in parità, sebbene Sherria dimostri di avere un vantaggio di potenza su Wendy.
Più tardi, dopo che Gajil scopre un cimitero di draghi nascosto sotto la città di Crocus, Wendy utilizza l’incantesimo Milky Way per evocare l’anima di un drago e scoprire il motivo della presenza di tale necropoli. Riesce così a risvegliare lo spirito del drago Zirconis, che rivela la verità sul cimitero e sulla sorte dei draghi.
Dopo il rapimento di Lucy e la sua prigionia nel castello, Wendy si unisce a Natsu, Mirajane, Happy, Charle e Lily per andare a salvarla. Nel frattempo, viene decisa la fusione delle due squadre di Fairy Tail in un’unica formazione: ciò avviene per semplificare la competizione dopo la sconfitta e l'arresto della gilda oscura Raven Tail. Quest’ultima, guidata da Ivan Dreyar (figlio di Makarov), aveva partecipato ai giochi sotto falsa identità: Ivan si era spacciato per “Alexei” e tentava di barare, ma viene smascherato e sconfitto da Laxus durante la terza giornata.
Per evitare un numero dispari di squadre nelle fasi finali della competizione, viene quindi formato un unico Team Fairy Tail, composto inizialmente da Natsu (poi sostituito da Lluvia), Gray, Gajil, Laxus ed Elsa. Raggiunto il castello, il gruppo riesce a liberare Lucy, ma subito dopo viene attaccato dalla squadra dei giustizieri del regno, che tuttavia viene facilmente sconfitta. Successivamente, dopo la vittoria di Fairy Tail nei Grandi Giochi di Magia, i maghi devono affrontare una minaccia imprevista: sette draghi giunti dal portale Eclipse, che inizialmente era stato concepito per proteggere il regno dall'invasione dei draghi. Wendy affronta Zirconis insieme a Laxus, mentre la battaglia infuria. Solo dopo la sconfitta del Rogue proveniente dal futuro da parte di Natsu, i draghi spariscono, ponendo fine alla minaccia.
Lucy, Natsu, Wendy, Elsa e Gray accettano un incarico affidato da uno dei Dieci Maghi Sacri. Il committente è Warrod Seeken, che chiede loro di scongelare il Villaggio del Sole. Giunti sul posto, i ragazzi scoprono che il villaggio è abitato da giganti, ora completamente congelati.
Poco dopo, il gruppo viene attaccato da tre cacciatori di tesori, membri della gilda Silph Labyrinth, i quali sostengono di avere delle gocce di Lachrima in grado di scongelare il villaggio e intendono impadronirsi della Fiamma Eterna. Wendy e Lucy affrontano i tre cacciatori in battaglia e ricevono l’aiuto inaspettato di Flare Corona, la quale rivela di essere cresciuta proprio in quel villaggio e di considerare la Fiamma Eterna il cuore del villaggio stesso. Dopo aver sconfitto i cacciatori, il gruppo riesce a scongelare la Fiamma Eterna, che si rivela essere in realtà uno dei sette draghi usciti dal Portale Eclipse: Atlas Flame. Il drago spiega che il villaggio è stato congelato da un Devil Slayer del Ghiaccio e rivela a Natsu che, 400 anni prima, Igneel aveva combattuto per fermare E.N.D.. A missione conclusa, i ragazzi tornano da Warrod per informarlo del successo e scoprono che egli è uno dei fondatori della gilda Fairy Tail, insieme a Mavis Vermillion e Purehito
Tornati a casa, Wendy e gli altri cercano informazioni su E.N.D. e scoprono che si tratta del demone più potente creato da Zeref. Poco dopo, Jet e Droy li informano che tutti i membri del Concilio Magico sono stati uccisi dalla gilda oscura Tartaros. Contemporaneamente, Laxus, Bixlow, Fried, Evergreen e Yajima vengono attaccati e sconfitti da un membro di Tartaros e avvelenati, ma riescono comunque a sopravvivere. Natsu, furioso, dichiara a Makarov che questo atto equivale a una dichiarazione di guerra. Wendy, insieme a Lucy e Natsu, si reca presso l’abitazione di Michelo, ex-membro del Concilio, per avvertirlo del pericolo. Poco dopo, i tre vengono attaccati da Jackal, un membro di Tartaros. Il demone sconfigge facilmente Wendy e Lucy, affrontando poi Natsu in un violento scontro. Dopo la vittoria di Natsu, il gruppo fa ritorno alla gilda, ad eccezione di Natsu che rimane indietro. Intanto, Levy scopre che la base di Tartaros si trova sospesa sopra la città di Magnolia. Grazie alla magia di Cana, tutti i membri della gilda vengono rinchiusi in carte magiche e trasportati nel Cubo con l’aiuto di Happy, Charle e Lily, dando inizio all’assalto contro Tartaros. Con l’intervento di Elsa, viene individuato un varco che permette di penetrare nella base nemica.
Wendy, insieme a Lucy, si dirige verso la sala di controllo per impedire l’attivazione dell’arma Face, ma vengono intercettate da Ki-Suu e Franmalth, due membri di Tartaros. Dopo aver scoperto la posizione dell’arma, Wendy riesce a fuggire dalla base nemica grazie all’intervento di Natsu, con l’obiettivo di distruggere Face e fermare la minaccia..
Giunta sul posto, Wendy affronta il demone Ezel, il quale inizia un duro scontro. Il demone si rivela estremamente potente, riuscendo a sconfiggerla facilmente. In risposta, Wendy decide di ingerire l'aria Ethernana emessa da Face, attivando così la modalità Dragon Force. Acquisendo tale potere, Wendy riesce a sconfiggere Ezel e distruggere l'arma, ma ciò non ferma il timer.Nel frattempo, Charle attiva l’esplosione di Face, e entrambe vengono salvate da Doranbolt. Wendy decide quindi di tornare dai suoi compagni. Quando Acnologia giunge sul posto, dal corpo di Natsu si risveglia Igneel, che, insieme agli altri draghi, distrugge le Face. Alla fine della battaglia, i draghi spiegano il motivo della loro scomparsa: hanno dovuto nascondersi per fermare il processo di Dragonificazione, che aveva trasformato Acnologia in un drago. Una settimana dopo la battaglia, Makarov annuncia lo scioglimento della gilda Fairy Tail.
Un anno dopo, Lucy e Natsu, mentre cercano i loro compagni per riformare la gilda, scoprono che Wendy e Charle si sono unite alla gilda Lamia Scale. Wendy inizialmente rifiuta l'offerta di Natsu e Lucy per riformare la gilda, ma dopo aver salvato la città di Margareth Town dalla gilda Orochi's Fin, decide di unirsi anche lei al gruppo. I tre si dirigono poi verso il Villaggio della Pioggia, dove incontrano Lluvia, che rivela che lei e Gray vivevano insieme e erano sposati, ma quest'ultimo un giorno scomparve, lasciandola sola.
Mentre Natsu e Lucy partono alla ricerca di Gray, Wendy e Charle decidono di rimanere con Lluvia per curarla, dato che era malata. Una volta guarita, insieme a Lluvia raggiungono Natsu, Lucy, Elsa e Gray per combattere contro il culto Avatar e fermare il Rituale di Purificazione. Dopo aver sconfitto Avatar, tornano a Magnolia insieme ai compagni, dove ritrovano i vecchi membri della gilda e iniziano a ricostruire Fairy Tail.
Natsu, Gray, Lucy e Wendy seguono Elsa e Mest Gryder nei sotterranei della gilda, dove scoprono l'esistenza di Lumen Historie. Mest mostra loro i suoi ricordi riguardanti il piano ideato da Makarov e da lui. Successivamente, decidono di recarsi nell'Impero Alvarez per salvare Makarov. Giungono sull'Isola Caracolle, dove vengono scoperti. Wendy, insieme a Charle e Happy, porta in salvo una bambina e assiste alla trasformazione dell'isola da parte di Brandish, uno degli Spriggan Twelve, uno dei maghi più potenti di Alvarez. Grazie alla magia di Mest, si teletrasportano nel sottomarino del suo alleato, che si rivela essere Sorano Aguria di Crime Sorcière, la quale li conduce ad Alvarez. Dopo aver salvato Makarov, vengono attaccati da Ajeel Lamur, un altro membro degli Spriggan Twelve, ma vengono salvati da Laxus, giunto con l'aeronave Cristina di Blue Pegasus. Subito dopo, tornano a Fairy Tail.
Tornata a Fairy Tail, Wendy si prepara insieme ai suoi compagni al contrattacco contro Alvarez. Il nemico raggiunge Magnolia con delle aeronavi, guidate da Ajeel. Wendy, insieme a Gajil e Natsu, combatte contro la squadra personale di Ajeel, riuscendo a sconfiggerla. Successivamente, si scontra con altri soldati di Alvarez e comunica telepaticamente a Freed di rilasciare la barriera protettiva.
Successivamente, Wendy si reca insieme a Gray, Lluvia, Laxus ed Elsa alla città di Hargeon per supportare le gilde Mermaid Heel e Lamia Scale contro Alvarez. Giunta a destinazione, supporta Shelia nello scontro con Dimaria Yesta, membro degli Spriggan Twelve. Il nemico utilizza la sua magia per bloccare il tempo ed è sul punto di uccidere le due maghe, ma vengono salvate da Ultear, che con la sua magia crea una proiezione di sé stessa, permettendo a Wendy e Shelia di muoversi. Successivamente, Dimaria si trasforma nella Dea del Tempo, Chronos, sconfiggendo Wendy. Tuttavia, Ultear libera a Shelia la Third Origin, permettendo alla maga di sconfiggere Dimaria e di far nuovamente scorrere il tempo.Poco dopo, Wendy è costretta ad affrontare nuovamente il demone Ezel, evocato da Neinhart, membro degli Spriggan. Con l'aiuto di Charle, riesce a sconfiggere l'avversario.
Quando Eileen Belserion attiva la magia "Universe One", Wendy e Charle vengono teletrasportate in un'altra zona di Fiore. Successivamente, Wendy si reca verso Fairy Tail, dove inizia lo scontro con l'esercito di Zeref insieme a Fairy Tail e ai suoi alleati. Durante la battaglia, salva Lluvia da morte certa. Sul luogo giunge Eileen Belserion, membro degli Spriggan Twelve. Wendy, insieme a Elsa, inizia a combattere contro di lei e durante lo scontro Eileen rivela di essere la madre di Elsa e la creatrice dei Dragon Slayer. Subito dopo, Eileen entra nel corpo di Wendy, ma la dragon slayer entra nel suo. Dopo averla indebolita, entrambe ritornano nei propri corpi. Quando Elsa si prepara a colpire Eileen, trasformata in drago, Wendy incanta la propria magia sulla lama di Elsa in modo che possa finalmente ferirla.
Elsa e Wendy si apprestano a raggiungere i loro compagni, ma sul luogo giunge Acnologia, in forma umana. Il drago nero comincia a maltrattare il corpo di Eileen, provocando la rabbia di Elsa, che tenta di fermarlo. Dopo che Acnologia scopre che Wendy è una Dragon Slayer, tenta di ucciderla, ma viene fermato da Gerard, che giunge sul posto. In quel momento, arriva anche Ichiya con l'aeronave Cristina, che porta in salvo Elsa, Wendy e Gerard. I tre fanno così la conoscenza di Anna Heartphilia, antenata di Lucy, che rivela di essere giunta nel futuro tramite il Portale Eclipse e spiega loro il piano per distruggere Acnologia.Nonostante i tentativi di fermare il Drago Nero seguendo il piano di Anna, falliscono. Successivamente, Wendy scompare e si ritrova davanti ad Acnologia, che le dice di trovarsi nel suo mondo. Inizia così una lotta tra Acnologia e gli altri Dragon Slayer. Nonostante abbia un solo braccio, Acnologia riesce a mettere in difficoltà tutti i Dragon Slayer con la sua incredibile forza. Sconfigge con facilità ogni membro, ma alla fine sarà Natsu a riuscire a sconfiggerlo. Dopo la battaglia, il Re dei Draghi viene finalmente abbattuto e il gruppo ritorna su Earthland.
Dopo aver vinto la guerra e sconfitto Acnologia, Wendy, pur continuando a far parte di Fairy Tail, si esibisce ancora insieme a Shelia nella gilda Lamia Scale. Un anno dopo, Lucy è diventata una scrittrice famosa, vincendo un importante premio, e tutta la gilda si riunisce per festeggiare il suo successo. Successivamente, Natsu si reca a casa di Lucy e le annuncia di aver ottenuto il permesso da Makarov per un incarico mai completato in cento anni. Così, Natsu, Lucy, Elsa, Wendy e Gray partono insieme per una nuova missione, pronti ad affrontare nuove avventure.

## Accoglienza

### Notorietà e merchandising
Diversi prodotti dedicati a Wendy sono stati commercializzati nel corso del tempo, anche successivamente alla conclusione del manga e della relativa serie animata. Nel gennaio 2020 è stato reso disponibile un dakimakura (cuscino da abbraccio) prodotto da Hobby Japan Co., Ltd. a lei dedicato. Nel 2018, Wendy è stata riprodotta in costume da bagno in una bambola da collezione in PVC, prodotta da Orca Toys.